# Марк Фурий Фуз
Марк Фурий Фуз (лат. Marcus Furius Fusus; V век до н. э.) — римский политический деятель из патрицианского рода Фуриев, военный трибун с консульской властью 403 года до н. э.
Имя Марка Фурия упоминается в консульских фастах и у Диодора Сицилийского. У Тита Ливия среди трибунов фигурирует некий Марк Постумий, но это может быть простой ошибкой.
Всего в 403 году было выбрано восемь военных трибунов. Все они, за исключением Аппия Клавдия Красса Инрегиллена, продолжали осаду Вейй; под их командованием армия Рима впервые продолжила военные действия зимой. 